# Starmania (opera)
Starmania è un'opera rock distopica in stile cyberpunk creata nel 1976 con le musiche del francese Michel Berger e i testi dell'autore franco-canadese Luc Plamondon, ed è ormai un vero fenomeno cult all'interno della musica francofona, tanto che la maggior parte dei brani in essa contenuti sono diventati famosissime canzoni pop.
La prima edizione è del 1978 e s'intitolava Starmania, ou la passion de Johnny Rockfort selon les évangiles télévisés ("Starmania, o la passione di Johnny Rockfort secondo i vangeli televisivi"); l'opera ha debuttato nel 1979 a Parigi ed essere oggetto di molte repliche negli anni ottanta e novanta.
Nel 1992 ne venne incisa una versione discografica in lingua inglese, intitolata Tycoon, con i testi del celebre autore Tim Rice e, come interpreti, Céline Dion, Cyndi Lauper, Tom Jones, Nina Hagen, Kim Carnes, Willy Deville, ma l'opera non è mai stata messa in scena in un paese anglofono.
Nel 2004 per celebrare il 25º anniversario dell'opera, venne messa in scena una versione concerto, a Montréal e a Parigi.

## Trama
Alle porte del terzo millennio, il mondo occidentale è diventato un unico paese, schiacciato dal terrorismo e dal totalitarismo. Monopolis, nuova capitale dell'Occidente, è vittima degli attacchi terroristici delle Stelle Nere (Étoiles Noires), una banda capeggiata da Johnny Rockfort che agisce su ordine di Sadia, una studentessa rivoluzionaria dalle origini facoltose, che la sera si maschera e scende nei sotterranei della città per comunicare con i terroristi. Luogo d'incontro è l'Underground Café, sotto lo sguardo di Marie-Jeanne, la cameriera-robot.
Al di sopra del bar sotterraneo si erge la Torre Dorata (Tour Dorée), un palazzo di 121 piani in cima al quale si trova l'ufficio di Zéro Janvier, uomo d'affari miliardario entrato in politica, candidato alla presidenza dell'Occidente. La sua campagna si basa sul ritorno all'ordine e sulla nascita di un Nuovo Mondo atomico. Zéro Janvier è il nemico giurato di Johnny Rockfort e delle Stelle Nere.
In questo contesto si sviluppano tre storie d'amore:
- L'amore impossibile di Marie-Jeanne per Ziggy, un giovane venditore di dischi omosessuale, androgino e mitomane.
- L'idillio di Zéro Janvier e Stella Spotlight, una sex-symbol che ha abbandonato il mondo del cinema e che soffre nel vedere che sta invecchiando.
- L'amore appassionato di Johnny Rockfort e di Cristal, che si pone al centro dell'azione.

Cristal, presentatrice di punta della trasmissione televisiva Starmania, viene contattata da Sadia, che le propone un'intervista esclusiva e clandestina con Johnny Rockfort, di cui nessuno conosce l'identità. L'incontro avviene all’Underground Café. Tra Crystal e Johnny è un colpo di fulmine, e la giornalista entra in clandestinità assieme al terrorista. Sadia perde così il controllo su Johnny.
Cristal decide di diventare portavoce delle Stelle Nere inviando dei messaggi pirata grazie ad una videocamera a neutroni che le permette di penetrare nelle trasmissioni televisive.
Sadia, folle di gelosia, corrompe Ziggy, il quale abbandona Marie-Jeanne per diventare DJ del Naziland, una gigantesca discoteca rotante che sovrasta Monopolis dalla cima della Torre Dorata di Zéro Janvier. Sadia lo coinvolge nella sua vendetta. La donna denuncia Johnny e Cristal a Zéro Janvier la sera in cui questi festeggia il suo fidanzamento con Stella Spotlight al Naziland, sera in cui le Stelle Nere hanno deciso di far esplodere una bomba nella Torre Dorata.
Gli uomini armati di Zéro Janvier catturano le Stelle Nere. Cristal muore nello scontro. Zéro Janvier viene eletto presidente dell'Occidente.
Johnny, imprigionato, si dà alla meditazione e alle domande filosofiche sul senso della vita, rivelando il suo malessere di fronte all'esistenza e alla società. Marie-Jeanne, quando si reca a trovare Johnny in carcere, dichiara che il mondo è "stone" (di pietra).
Stella Spotlight, disgustata dal potere, si rifugia nel sogno dell'immortalità. Marie-Jeanne, delusa e con il cuore infranto, abbandona il mondo sotterraneo alla ricerca del sole. In superficie la ragazza-robot assiste impotente al suicidio di Stella.
La grande tematica del musical è il contrasto tra il terrorismo e il totalitarismo, le grandi minacce del mondo contemporaneo.

## Personaggi
- Marie-Jeanne, cameriera-robot
- Johnny Rockfort, il leader delle Stelle Nere
- Sadia, la "mente" delle Stelle Nere
- Cristal, presentatrice televisiva
- Ziggy, venditore di dischi androgino e mitomane
- Zéro Janvier, magnate e politico
- Stella Spotlight, ex sex symbol del mondo del cinema
- Roger-Roger, presentatore del telegiornale (l'evangelista)

Nella versione del 1978 vi era un altro personaggio, il gran guru, sparito nelle edizioni successive.

## Canzoni

### Versione originale in francese

#### Atto I
- Ouverture (strumentale)
- Il se passe quelque chose à Monopolis (la speaker, l'evangelista)
- Quand on arrive en ville (Johnny Rockfort, Sadia)
- Communiqué de l'évangéliste (la speaker, l'evangelista, Marie-Jeanne)
- Travesti (Sadia)
- Banlieue Nord (Marie-Jeanne, Johnny Rockfort)
- Sadia et Johnny (Sadia, Johnny Rockfort)
- La Serveuse et les Clients (Marie-Jeanne, cast)
- Complainte de la serveuse automate (Marie-Jeanne)
- Conférence de presse de Zéro Janvier (Zéro Janvier, cast)
- Le Blues du businessman (Zéro Janvier, cast)
- Communiqué de l'évangéliste (l'evangelista)
- Starmania-Starmania (la speaker, Cristal, cast)
- Un garçon pas comme les autres (Marie-Jeanne)
- Voulez-vous jouer avec moi? (Cristal)
- La Chanson de Ziggy (Ziggy)
- Le Coup de téléphone (Sadia, Johnny <refRockfort, Cristal, Marie-Jeanne)
- Interview de Johnny Rockfort (Cristal, Johnny Rockfort)
- Un enfant de la pollution (Ziggy)
- Coup de foudre (Cristal, Johnny Rockfort)
- Communiqué de l'évangéliste (l'evangelista)
- Le Meeting de Zéro Janvier (Zéro Janvier)
- Le Bulletin spécial de Télé Capitale (la spaeker, Marie-Jeanne)
- Petite musique terrienne (Cristal, Johnny Rockfort)
- Besoin d'amour (Cristal, Johnny Rockfort)

#### Atto II
- La Procession du grand gourou / Paranoïa (guru, cast)
- Communiqué de l'évangéliste (l'evangelista, guru, cast)
- Marie-Jeanne et les clients du café (Marie-Jeanne, Ziggy, cast)
- Les Adieux d'un sex-symbol (Stella Spotlight)
- Le Télégramme de Zéro à Stella (Stella Spotlight, Zéro Janvier)
- Communiqué de l'évangéliste (l'evangelista, Marie-Jeanne)
- Trio de la jalousie (Je suis avec Johnny Rockfort) (Sadia, Cristal, Johnny Rockfort, cast)
- S.O.S. d'un terrien en détresse (Johnny Rockfort)
- Jingle de Stella (Si vous voulez un homme nouveau) (Stella Spotlight, Zéro Janvier, cast)
- Le Débat télévisé (l'evangelista, Zéro Janvier, guru, Cristal, Marie-Jeanne, cast)
- Sex shops, cinéma pornos (Stella Spotlight)
- Les Parents de Cristal (On était des vieux si heureux) (l'evangelista, i genitori di Cristal)
- Quand on n'a plus rien à perdre (Johnny Rockfort, Cristal)
- L'Adieu de Marie-Jeanne à Ziggy (Marie-Jeanne)
- Les Uns contre les autres (Marie-Jeanne, Ziggy)
- La Demande de Zéro à Stella (Zéro Janvier, Stella Spotlight)
- Ego Trip (Stella Spotlight, Zéro Janvier)
- Communiqué de l'évangéliste (l'evangelista)
- Petite musique terrienne (Marie-Jeanne, Cristal, Johnny Rockfort)
- Monopolis (Cristal)
- Communiqué de l'évangéliste (l'evangelista)
- Disc-jockey's song (Ziggy)
- Ce soir on danse à Naziland (Sadia, Zéro Janvier)
- Tango de l'amour et de la mort (Stella Spotlight, Sadia)
- Ce soir on danse à Naziland (suite) (Sadia)
- Le monde est stone (Marie-Jeanne)
- Victoire électorale (Stella Spotlight, Zéro Janvier)
- Le Rêve de Stella Spotlight (Stella Spotlight)
- Final (cast)

### Versione in inglese
- Overture (strumentale)
- A Little Damage Done (Quand on arrive en ville)
- You Get What You Deserve (Travesti)
- Working Girl (La Complainte de la serveuse automate)
- I Would Love To Change The World The Businessman’s Blues (Le Blues du businessman)
- Ziggy (Un garçon pas comme les autres)
- Pollution Child (Un enfant de la pollution)
- Nobody Chooses (Banlieue Nord)
- Farewell To A Sex Symbol (Les Adieux d'un sex-symbol)
- Ego Trip
- You Have To Learn To Live Alone (Les Uns contre les autres)
- Tonight We Dance Extravagance! (Ce soir on danse au Naziland)
- Only the Very Best (SOS d'un terrien en détresse)
- The World Is Stone (Le monde est stone)[4]

## Analisi dell'opera
In occasione della prima versione del 1978, alcuni osservatori hanno evidenziato come Monopolis, con la sua città sotterranea e i suoi grattacieli, ricordi Montréal, o ancora al Forum des Halles di Parigi, una vera e propria città sotterranea inaugurata qualche anno prima.
Come Plamondon stesso ha spiegato alla televisione francese France 2 nel corso delle celebrazioni del 25º anniversario dell'opera rock, esistono delle similutidini profetiche sconvolgenti tra Starmania e alcuni avvenimenti della nostra epoca, tra la torre di Zéro Janvier e le torri gemelle. Nel DVD che racchiude lo spettacolo di Marigny, la rappresentazione fisica di Zéro Janvier richiama certi leader politici moderni, che posseggono e sfruttano i mass media. Con le sue riflessioni sulla manipolazione dell'opinione pubblica attraverso i media, di come vengono utilizzati dai politici e dell'utilizzo della paura per rimanere al potere, la commedia musicale Starmania resta ancora attuale.

### Starmanianon èStar Académie
Contrariamente a quanto si possa pensare, nella trama dell'opera la trasmissione Starmania, presentata da Cristal, non ha niente a che vedere con i talent show francofoni Star Académie o Nouvelle Star. Michel Berger e Luc Plamondon l'hanno concepita piuttosto come una trasmissione che mostra i destini "fuori dal comune" o "esemplari". Come dice Cristal: "Che cos'ha lui che tu non hai?", e ancora "Scrivetemi, raccontatemi la vostra vita e i vostri desideri, ditemi chi vorreste essere e, chi lo sa, potreste essere voi la star di una serata".
All'interno dell'opera sono mostrati due episodi di Starmania.
- Nel primo l'ospite è Zéro Janvier. L'uomo rievoca la sua inarrestabile ascesa al potere, alla ricchezza e alla celebrità, ma anche i suoi rimpianti.
- Il secondo episodio è dedicato all'intervista con Johnny Rockfort, che racconta il suo passato, il suo carattere, le ragioni del suo malessere, il suo odio distruttivo nei confronti della società.

### L'ambiguità di Sadia
La vera identità di Sadia è discussa. La trama della storia lascia aperta una possibilità: il personaggio di Sadia non sarebbe una ricca figlia borghese che si traveste in segno di ribellione, ma un uomo in panni femminili. Ciò renderebbe ancora più complesso il suo rapporto con Johnny Rockfort. La vera identità del personaggio resta misteriosa. La cantante Wenta, che ha interpretato Sadia nel 1988, ritiene che Sadia sia un uomo travestito, ma spiega che Michel Berger, che non se la sentiva di presentare la tematica dell'identità sessuale, la concepiva come una studentessa che per pura provocazione giocava con l'ambiguità sessuale.
Al contrario il regista canadese Lewis Furey voleva un uomo per interpretare questo personaggio nel 1993, per poi scegliere la cantante québecchese Jasmine Roy. In ogni caso, nel corso della rappresentazione, il personaggio deve creare ambiguità e innestare dei dubbi nello spettatore circa il suo sesso, proprio come gli uomini che incontrano Sadia mormorano: "Forse è una star in crisi / Forse è una stella del futuro?" La stessa natura di Sadia resta indeterminata, così come la sua appartenenza "politica". La canzone Travesti può essere interpretata come spia della sua duplicità.
Se nella genesi dell'opera rock non si è voluto accentuare la "vera natura" di Sadia, è forse perché si è voluto venire incontro alle riserve di un pubblico più conservatore. Ascoltare il testo della sua canzone di presentazione Travesti è sufficiente:
Si vous pouviez me voir toute nue 
Me voir sous toutes mes coutures
Messieurs vous n’seriez pas déçus
De découvrir ma vraie nature. [...]
N’m’app’lez pas Madame
Sans savoir qui je suis
Je n’suis pas une femme
Je suis... un travesti.»
Se poteste vedermi nuda
Vedermi sotto tutti questi vestiti
Signori, non rimarreste delusi
Di scoprire la mia vera natura. [...]
Non chiamatemi 'signora'
Se non sapete chi io sia
Non sono una donna
Sono... un travestito.»
(Dal testo di Travesti)
La relazione tra Sadia e Ziggy, personaggio apertamente omosessuale, è dichiarata tale solo a partire dal 1988. Precedentemente non era chiaro come egli avesse abbandonato Marie-Jeanne ne come fosse diventato il disc jockey del Naziland. Lo spettatore capisce meglio l'opportunismo del personaggio di Ziggy da questo suo dialogo con Marie-Jeanne:
Ziggy (a Marie-Jeanne)
Tu sais, j’ai revu Sadia quelques fois
Elle m’a fait engager
Comme disc-jockey
Au Naziland
La discothèque de Zéro Janvier.
Marie-Jeanne
Qu’est-ce que Sadia vient faire dans cette histoire ?
Ziggy
Elle a des amis au pouvoir.»
Ziggy (a Marie-Jeanne)
Sai, ho ri-visto Sadia qualche volta
Mi ha fatto assumere
Come disc-jockey
Al Naziland
La dioscoteca di Zéro Janvier.
Marie-Jeanne
E cosa c'entra Sadia in questa storia?
Ziggy
Ha degli amici potenti.»
Quella tra Sadia e Ziggy potrebbe essere la quarta storia d'amore dell'opera, quella più nascosta forse perché più scomoda, ma non meno insolita delle altre tre. A partire dal 1993 è stato suggerito che il ruolo di Sadia avrebbe dovuto essere interpretato da un uomo, ma l'idea è stata abbandonata perché alcune sere lo spettacolo era recitato in inglese, e la versione anglofona non fa allusione all'ambiguità sessuale di Sadia.

## Critiche
Inizialmente la critica accolse Starmania con delle riserve.
Nel 1979 la stampa ritenne che le tematiche sessuali dello spettacolo fossero troppo spiccate: vi si dice che Stella Spotlight è apparsa nuda in tutti i suoi film (eccetto l'ultimo) e che partecipa a una terapia di gruppo sul sesso, emblematica della libertà sessuale degli anni settanta. Furono poi criticati i costumi, giudicati brutti, e le coreografie, giudicate insulse.